# التيارات السلفية
التيارات السلفية ظلت المدرسة السلفية شبه متماسكة إلى حين نشوب الحرب الأفغانية السوفييتية ومن ثم حرب الخليج الثانية ودخول القوات الأمريكية إلى جزيرة العرب، فبدأ الخلاف السياسي وانعكس الواقع الأممي على الأفق السلفي مما أنتج جماعات جديدة وذلك ماساهم في نشوء عشرات التيارات التي تنضوي تحت مظلات عديدة.

## السلفية التقليدية
تعتبر هذه المدرسة البناء الشكلي الذي ظل محافظاً على الروابط بين تفرعات السلفية المتعددة، كما أنّه المورد الأساسي لعموم المجتمع السلفي الشعبي، ويُسمّى منظروه من قبل جمهور السلفية بكبار العلماء ويعتبرونهم حملة راية الدعوة ولهم مكانة إجلال واحترام حتى عند كثير من المسلمين، فهم يتعاملون مع القضايا الإسلامية بمنظور أوسع من أتباعهم ولديهم دقّة وحذر في الخطاب الجماهيري التوازني، ولقد بقي منهم القليل كالشيخين صالح الفوزان وعبد المحسن العبَّاد وغيرهم، فالغالبية قد توفّوا كابن باز وابن عثيمين والألباني إلا أنّ الألباني وبحكم اشتغاله بالحديث وخروجه عن التمذهب ولينه في النظر إلى المخالفين جعل متزمّتي السلفية يسقطونه ويتهمونه بالإرجاء.

## السلفية التجريحية
ويسمون أيضاً بالسلفية الجامية نسبة إلى شيخهم محمد بن أمان الجامي، وتعتبر هذه المدرسة نفسها هي الوريثة الشرعية للتركة الوهابية وأنّها لاسواها على هدى بيّن طريق مستقيم وسمّيت بالتجريحية لإنشغال أفرادها تلامذةً ومعلّمين بالجرح والتعديل والتبديع للدعاة والمشايخ من خارج الدائرة، وأهمّ ما يميّزها هي لزومها المطلق لطاعة الحاكم والقرب من بلاط السلطة وحمل الناس على لزوم خطّ دقيق من يحيد عنه يعتبر مبتدعا وضالا ويرمونه بألفاظٍ كحزبي ومحترق ومميّع وخبيث ويحمل رايتها حالياً شيخهم ربيع بن هادي المدخلي إمام الجرح والتعديل حسب وصفهم.

## السلفية الحدّادية
وهي فرع انشقّ عن السلفية التجريحية وتنسب إلى الشيخ المصري محمود الحداد الذي اختلف مع التجريحيين بضرورة تعميم ِالتبديع والنقد دون مراعاة الزمان وإسقاطِ العذر بالجهل، فشرع أتباعهُ يطعنون في كل من خالف النهجَ العام للسلفية وأبدى رأياً مخالفاً في مسألةِ الأسماء والصفات والخروج على الحاكم، لذلك نقدوا كبار العلماء القدامى وبدّعوهم وحذّروا من كتبهم كالإمام أبي حنيفة وابن حجر والنووي وهذا مالم تصل إلى درجته السلفية التجريحية.

## السلفية الحركية
ولها تفرّعات كثيرة أشهرها السلفية السرورية نسبة إلى الشيخ محمد سرور زين العابدين، وتعبر هذه المدرسة مزيج من الدعوة الوهابية وجماعة الإخوان المسلمين، فلقد تأسست على فكر حركي إسلامي إلاّ أنّ ترعرعها في كنف السلفية أكسبها الطابع السلفي العقدي، فهي تلتزم الأصول الثلاثة التي كتبها محمد بن عبد الوهاب وتتبنى النظرة الجهادية لسيد قطب، وهذا ما أكسبها فضاءً إسلاميّاً واسعاً ومرونةً في التحرّك الدعوي وخصوصاً لأنّها تتبنى القاعدة القائلة نتعاون فيما اتفقنا عليه، ويعذرُ بعضنا بعضاً فيما اختلفنا فيه، وتنطلق من نظرية فقه الواقع، لذلك وبرغم تفرّعاتها بقيت منسجمة بين أفرادها بلا تشنّجٍ ولا تبديع، وأكثر منظريها هم من الدعاة الجماهيريين، ويرفضون الانتساب اسميّاً لمدرسةٍ معيّنة، لكنْ هذا ما يسميهم به مخالفوهم من سلفيّة التجريح.

## السلفيّة الجهادية
وهذه المدرسة لاشيء يجمعها بالمدارس الأخرى إلا من حيث التوافق على أصول عقيدة التوحيد وتبديع المعتزلة والأشاعرة وغيرهم، كما وصل الحدّ بهذه المدرسة إلى الانسلاخ عن المدرسة التقليدية ورفض شيوخها كلهم ماعدا المؤسس الأول محمد بن عبد الوهّاب، ويعتبر أسامة بن لادن هو المؤسس الفعلي لهذه المدرسة، وأهم ما يميّزها هو تكفير مؤسسات الدول الإسلاميّة وحكّامها دون تكفير المجتمعِ كلّياً، ومن أشهر منظريها الشيخ أبو محمد المقدسي، ومن فروعها تنظيم القاعدة أمّا تنظيم الدولة الإسلامية فبالرغم من تبنيه المنهج السلفي عقيدة وانبثاقه من رحم السلفية إلا أنه يرفض من عموم المدارس السلفية التي تعتبره من صنف الخوارج.

## السلفية العلميّة
تكاد تكون هذه المدرسة عبارة ً عن وسيلة نقلٍ لكتبِ التراث لانشغالها بالمكتبات الدينية و شرح متونها وتحقيقها وتدقيقها في عزلةٍ تامّة عن حركة المجتمع المسلم، فهي لا تبدي رأياً ولا موقفاً ولا تدخل في المشاحنات ولا تتصدّر مجالس الإفتاء ولا المناظرات.

## السلفية الوطنية
وتتبنى هذه المدرسة النظرة القطريّة للإسلام فلا تهتمّ بما هو خارج حدودِ دولتها ولا يشغلها شيء سوى الدعوة المحليّة لنشر العقيدة في البلد المتواجدة به مع مراعات العلاقة الشكلية بين أخواتها في البلدان الأخرى.